# تذييل (عروض)
التذييل والإذالة في العروض زيادة حرف ساكن على ما آخره متحركان وساكن، نحو فاعلنن فهو تذييل فاعلن وينقل إلى فاعلان. وأبحره البسيط والمتدارك والكامل.